# Батюк Яків Петрович
Батю́к Я́ків Петрóвич (*12 травня 1918, Рижани, Житомирський повіт, Волинська губернія, Українська Держава — 7 вересня 1943, Ніжин, Чернігівська область, УРСР) — керівник Ніжинської підпільної молодіжної організації часів Німецько-радянської війни, адвокат, інвалід першої групи з дитинства, член ЛКСМУ (?), Герой Радянського Союзу (1965, посмертно).

## Довоєнна біографія
Народився на Житомирщині в українській селянській родині. Унаслідок хвороби з раннього дитинства повністю втратив зір, що не завадило йому продовжувати активно вчитися у сільській школі, а з 1926 року — у Київській школі-інтернаті для сліпих (тепер — Київська школа-інтернат для сліпих дітей № 5 ім. Я. П. Батюка).
1929 року родина Батюків потрапила під розкуркулення. Батьків відправляють на заслання до Сибіру, старшого брата Павла заарештовують, звинувачують в «антирадянський пропаганді» і також етапують до Сибіру. На щастя, репресії не торкнулися старших братів — Василя та Ольгу, що жили на той час вже окремими сім'ями під Києвом. Вони й наглядали за Яковом та наймолодшою Женею. Через деякий час Василеві вдалося за допомогою підкупу визволити батьків і повернути їх в Україну, а Павлові — роздобути чужий паспорт і втекти із заслання. Сім'я з'єднується і переїжджає в Ніжин.
Тим часом Яків успішно продовжує навчання. Він прагне здобути інженерну освіту, але сліпота всі ці зусилля зводить нанівець. Тоді в 1935 р. він вступає на останній курс робітфаку Київського університету (нині Київській національний університет ім. Т. Г. Шевченка), а потім — на юридичний факультет. Маючи гарну пам'ять, Яків поглиблює свої знання самостійною роботою. За невелику плату спеціально найнята жінка перечитує вголос потрібні йому книги. В 1940 р., Яків Батюк закінчив навчання в університеті і розпочав адвокатську діяльність. Молодий адвокат переводиться з Києва на роботу в місто Ніжин за направленням в Ніжинську міську колегію адвокатів. За короткий час встиг заслужити авторитет як серед колег, так і серед жителів міста.

## Підпільна діяльність
З початком Німецько-радянської війни стало зрозуміло, що німці скоро увійдуть в Ніжин. Родина Батюків не виявляла особливої любові до радянської влади. Але пасивно дивитися трагедію, що розгорталася, також не збиралися. На початку мобілізації Яків прийшов у міський військкомат і став проситися працювати військовим юристом, але отримав відмову. Перед відходом радянських військ із Ніжина Батюк за власною ініціативою встиг побувати в міськкомі комуністичної партії, де вів розмову про майбутнє підпілля з другим секретарем Герою. Останній, попри сумніви й підозри, все ж наважується дати йому адреси деяких підпільних явок у Ніжині й Києві. Але комуністичне підпілля в Ніжині частково розбіглося, а частково було розгромлене гітлерівцями у перші ж дні окупації.
13 вересня 1941 року, через два з половиною місяці після початку війни, війська вермахту увійшли в Ніжин. В умовах окупації Батюк починає утворювати підпільну організацію. На початку 1942 року він влаштовується на роботу директором в артіль з виробництва канатів. Тут він уважно вивчає робітників, знаходить серед них однодумців; приводом для запрошення їх додому, щоб уникнути зайвих підозр, стало прослуховування патефона. Таким чином Батюком була створена група для здійснення диверсій. Приймаючи від окупаційної влади замовлення на кінський упряж, підпільники обробляли готові вироби спеціальним хімічним розчином, який був підготовлений самим Батюком. Коли така оброблена упряж промокала від дощу чи поту, хімічні речовини викликали подразнення шкіри коней і вони вже не могли виконувати свої функції. Такої упряжі було виготовлено близько 9 тисяч комплектів. До справи він залучає свого батька (він дістає кислоту) і безпосередніх виконавців — робітників Шварца та Лавринця. Невдовзі Шварца розстріляли як єврея. Яків робить все можливе, щоб його врятувати, але марно. Потім почалися відкриті зіткнення з німецькою адміністрацією щодо захисту інтересів робітників артілі. Німецька адміністрація вирішила приєднати артіль до інших підприємств, щоб таким чином позбавити її самостійності. Це завадило б підпільникам продовжувати диверсійні акції. Тому Батюк організував протест робітників, але після цього був звільнений. У відповідь на це він зі ще більшою наполегливістю взявся за створення підпільної організації. За допомогою свого батька, Петра Івановича Батюка, йому вдалося роздобути друкарську машинку і обладнання для виготовлення листівок. Разом з молодшою сестрою Євгенією він створив явочну квартиру для зустрічей з надійними друзями. Знайомий залізничник Микола Конопат приніс радіоприймач. До підпільників приєдналися Віктор Безглуздо, Єфросинія Мотилева, Іван Могильний, Микола Шуст, Михайло Ткачов. Була створена перша група патріотів, що налічувала сімнадцять юнаків та дівчат.

### Співпраця з партизанами
Дізнавшись про існування в ніжинських лісах партизанського загону, Батюк в березні 1942 року зумів налагодити контакти з партизанами, зустрівся з командиром загону — секретарем Носівського підпільного райкому партії М. І. Стратилатом. Вони намітили чіткий план дій, на основі якого підпільники розгорнули агітаційно-пропагандистську роботу серед населення. Яків Петрович диктував відозви: одні до жителів Ніжина, інші — до поліцаїв; ці листівки у друкованому та рукописному варіантах розвішувалися в публічних місцях. У них були зведення Радінформбюро про події на фронтах, розповідалося про знущання нацистів над мирними жителями. Крім цього, члени підпільної організації Батюка розповсюджували серед населення газети та листівки, які скидали радянські літаки на територію розташування партизанського загону «За Батьківщину!», виявляли місця дислокації нацистських військових підрозділів, маршрути їх пересування, наявність і кількість озброєння. Всі ці дані передавалися партизанам.
Підпільна організація направила в ряди партизанського загону майже 60 осіб, зокрема 15 військовополонених, що працювали в німецькому шпиталі, передала близько 150 гвинтівок, тисячі патронів, гранати, навіть кілька авіабомб. Медикаменти партизани також одержували від членів підпільної організації — завідувача аптекою Олександра Богдана, працівниці шпиталю Віри Смолянчук, лікаря Опанаса Афоніна. Частину ліків вдалося роздобути в Києві, Кривому Розі, куди Батюк посилав своїх людей з підробленими документами. Здобувши досвід організація зайнялася і диверсіями. Знищили телеграфно-телефонну лінію зв'язку Ніжин — Бахмач, пустили під укіс вантажний потяг.

### Викриття та вбивство підпільників
У вересні 1942 року Я. Батюк з поводирем їде у Київ. За допомогою колишнього ніжинського партробітника Д. І. Лісовця йому вдається вийти на керівництво київської підпільної організації «Смерть німецьким окупантам». Батюк сподівається на зв'язок для передачі інформації, але у київських підпільників теж немає такої можливості. Якова Батюка уважно вислухали на підпільних зборах, схвалили діяльність, він отримує зв'язок з керівниками ніжинських груп на залізниці Міщенком і Хомутовим, але ніяких прямих вказівок йому не надають. Можливо, київських підпільників насторожує його сліпота. Початок 1943 р. позначився розгромом у Києві організації «Смерть німецьким окупантам». Хвиля арештів докотилася й до Ніжина. На щастя провал київського підпілля не зачепив батюківців, але вони знову залишилися наодинці.
Гестапо через свого агента-провокатора, який втерся в довіру до підпільників, вдалося вийти на слід ніжинських патріотів і 25 серпня 1943 року більшість членів організації на чолі з Я. П. Батюком було заарештовано. Тільки невелика група зуміла вибратися з міста і приєднатися до партизанського загону. Більше 10 днів молодих підпільників та їх керівника Батюка Я. П. катували в гестапо, але нацисти так і не змогли домогтися бажаного. У ніч з 6 на 7 вересня 1943 року двома вантажними машинами усі 26 заарештованих підпільників були вивезені командою ГПФ-708 (Geheime Feldpolizei-708) і розстріляні біля цегляної стіни однієї з будівель військового складу на околиці Ніжина, за вісім днів до того, як 15 вересня 1943 року до Ніжина увійшли радянські війська.

## Вшанування пам'яті

Погруддя Я. П. Батюка в Ніжині

Непорозуміння почалися відразу ж після 1943 р. Незважаючи на те, що діяльність ніжинського підпілля була відображена у відповідних звітах, НКВС провело власне розслідування, метою якого було всіляко скомпрометувати діяльність підпільної групи. Приводом для цього слугувало «куркульське» походження Батюків, явно дисонуюче з ідеологічними штампами антиокупаційної боротьби. Крім того, з'ясувалося, що в підпільній організації єдиним комуністом був лікар Афонін. Отже, говорити про «керівну роль партії в підпільному русі» було явним перебільшенням. Замість Зірки Героя Радянського Союзу (представлений посмертно 23 серпня 1945 р.) Яків Батюк і семеро його товаришів по боротьбі нагороджуються медаллю «Партизан Великої Вітчизняної війни». Лише після наполегливих звернень багатьох місцевих партизанів і клопотання І-го секретаря ЦК КПРС України Петра Шелеста, 8 травня 1965 Я. П. Батюку було присвоєно звання Героя Радянського Союзу посмертно.
- Тіла підпільників перепоховані на Центральному (Троїцькому) кладовищі міста. Указом Президії Верховної Ради СРСР від 8 травня 1965 року Батюк Яків Петрович посмертно удостоєний звання Героя Радянського Союзу та ордена Леніна.
- У 1963 р. радянський письменник Євгеній Шатров випустив книгу «Подвиг во тьме», присвячену діяльностю ніжинських підпільників.
- Сліпий кобзар Петро Тищенко склав пісню «Про сліпого партизана Батюка»[3].
- Іменем Я. П. Батюка названі вулиця в місті Ніжині та Київський будинок культури Українського товариства сліпих.
- У 1967 році в Ніжині встановлено погруддя Я. П. Батюка (скульптор Г. П. Гутман)
- Скульптурний портрет Я. П. Батюка виконаний на меморіальному знаку, встановленому 9 травня 1975 року на фасаді головного корпусу Київського національного університету імені Тараса Шевченка на честь 108-ми викладачів, співробітників та студентів університету, загиблих в боях за Батьківщину в роки Німецько-радянської війни (скульптор М. П. Міщук, за участю скульптора Г. Н. Кальченко, архітектор А. Ф. Ігнащенко).
- У Ніжині, на будинку де розташовувався штаб підпільників, встановлена меморіальна дошка. На місці розстрілу — пам'ятний знак.
- Про діяльність Батюка Я. П. і ніжинського підпілля у 1984 році поставлено двосерійний фільм «За ніччю день іде» (режисер — О. І. Бійма). Роль Якова Батюка зіграв В. О. Конкін.
- У 2010 році вийшла в світ книга О. Ф. Мінгазутдінова, присвячена діяльності Якова Батюка.
- У 2020 році вийшла друком книга М. О. Жирохова «Підпільна група Якова Батюка: кінець легенди». Автор (без достатніх доказів) вважає діяльність підпільної групи Я. Батюка сфальсифікованою радянською пропагандою. Книга викликала палку полеміку. Зокрема, її критиці присвячено видання: Крапив'янський, Петро. Відгук партизана з'єднання «За Батьківщину» на твір Михайла Жирохова «Підпільна група Якова Батюка: кінець легенди». — Ніжин: ПП Лисенко М. М., 2021. — 36 с.; Студьонова Л. Відгук на книжку М. Жирохова «Підпільна група Якова Батюка: кінець легенди» // Сіверянський літопис. — 2022. — № 1.[4]